# Masujirō Nishida
Masujirō Nishida (jap. 西田 満寿次郎 Nishida Masujiro) – japoński piłkarz.

## Kariera klubowa
Jako piłkarz grał w klubie Osaka SC.